# Guerre des Pequots
Guerres indiennes
La guerre des Pequots est une guerre qui opposa les Amérindiens pequots aux colons anglais et à leurs alliés dans l'arrière-pays du Massachusetts à partir de l'automne 1636. Elle fit suite à une tentative de colonisation des terres amérindiennes, favorisée par de nombreux décès dus aux épidémies chez les Pequots. Une escalade dans la violence et la xénophobie mena à son événement emblématique, le massacre de Fort Mystic, crime qui scella le sort des autochtones. Si le traité de Hartford du 21 septembre 1638 mit officiellement fin à la guerre, celle-ci était en réalité à sens unique depuis un an déjà et prenait même la forme d'une oppression sévère des derniers Pequots.
Plusieurs témoins et dignitaires firent le récit de ce conflit, notamment le capitaine John Underhill (en) qui le commenta dans son journal. Les travaux historiques les plus récents le perçoivent différemment : la question du génocide pequot est posée ouvertement. En outre, la guerre est liée aux premières traces de recours à l'esclavage en Nouvelle-Angleterre, contemporaines d'autres traces au même moment en Virginie et au décret de 1636 sur l'esclavage à vie à la Barbade.

## Les événements

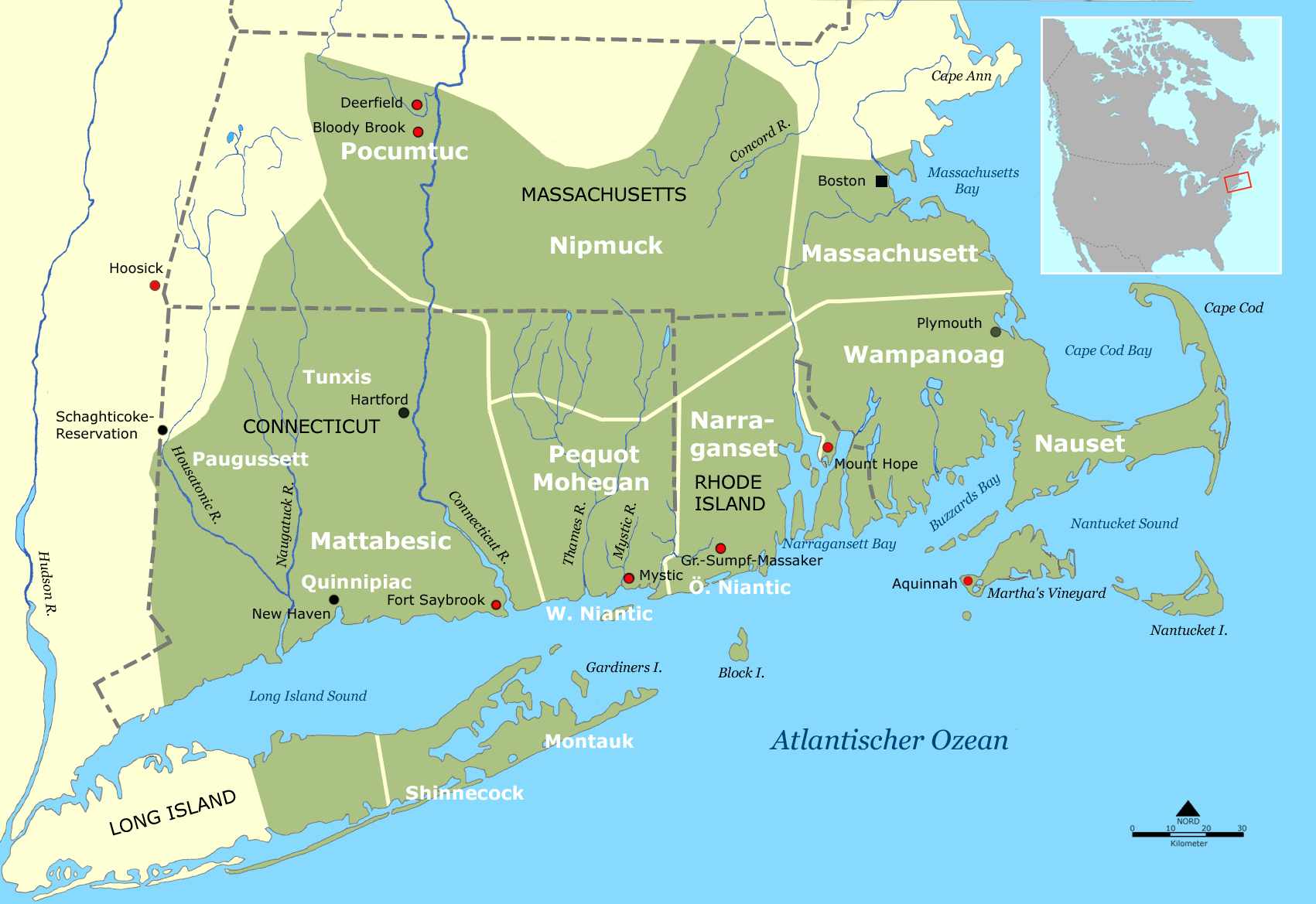
Le théâtre de la guerre

En 1633, la tribu des Pequots vit son effectif tomber de 8 000 à 4 000 à la suite d'une épidémie de variole, maladie apportée par les colons, ce qui suscita des tensions avec ces derniers. En 1634, à la suite d'une rivalité avec la tribu des Narragansetts, au sujet du commerce avec les Hollandais, Tatobem le Grand Sachem Pequot est tué et remplacé par son fils Sassacus (en).
Le 20 juillet 1636, John Oldham, un marchand anglais, est tué par des Narragansetts au large de Block Island. John Winthrop, alors gouverneur de la colonie de la baie du Massachusetts, demande à John Endecott de conduire une expédition punitive à Block Island, puis de rejoindre sur le continent la région du fleuve Connecticut, convoitée par les colons, afin d'exhorter les Pequots, accusés du meurtre de soldats britanniques, à livrer les coupables et payer des dédommagements. Le 25 août, Endecott quitte Boston avec une petite troupe et se rend à Block Island où il ne peut que détruire des habitations, car les Narragansetts se sont cachés dans les marais. Inquiété par cet échec, il gagne le Connecticut où les Pequots l'accueillent et acceptent la discussion. Ces derniers affirment qu'ils ignoraient que les soldats tués étaient anglais. Endecott ne les croit pas et menace de les attaquer s'ils ne livrent pas la tête des meurtriers. Les Amérindiens refusent et veulent négocier. Endecott lance une attaque qui fait plusieurs morts et quelques dizaines de blessés. C'est le début de la guerre.
Les Pequots assiègent Fort Saybrook pendant l'automne 1636 et l'hiver 1637. Durant le siège, les belligérants entament des pourparlers mais, probablement à la suite d'une méprise, les Pequots adressent aux militaires un message interprété par le commandant Lion Gardiner comme la menace de tuer hommes, femmes et enfants blancs du Connecticut. Plusieurs affrontements s'ensuivent. Une trentaine de colons périssent, les victimes côté amérindien sont difficiles à dénombrer.

### Le massacre de Fort Mystic

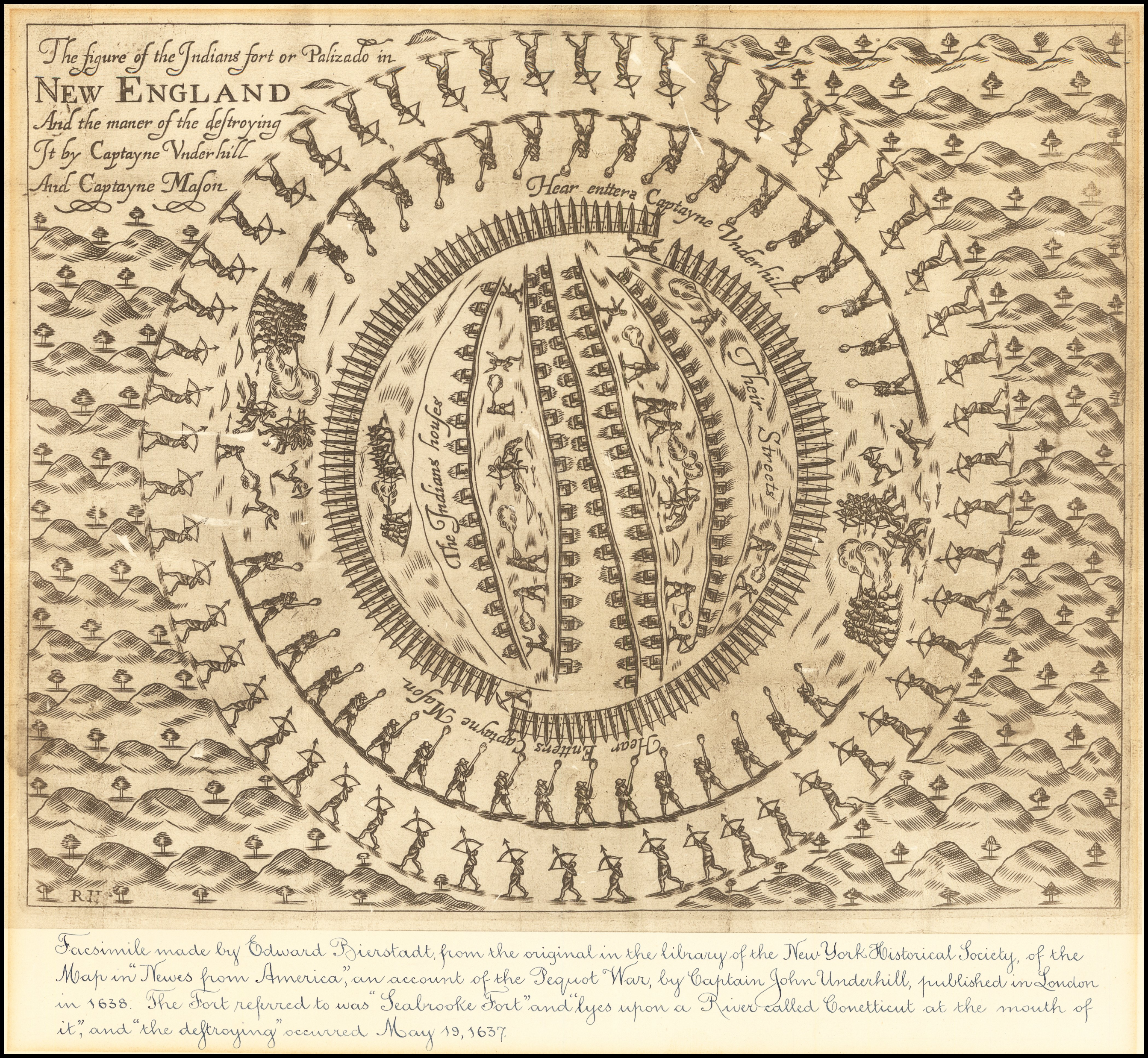
Gravure représentant l'attaque du village de Missituck.

Les pourparlers ratés, les peurs et les haines exacerbées ont une conséquence plus terrible encore. Le 1er mai 1637, les colons du Connecticut placent 90 hommes sous les ordres du capitaine John Mason en vue d'une offensive contre les Pequots. Plus tard, un pasteur de l'église de Hartford exhorte ces soldats à une tuerie. Rejoints par un grand nombre d'Amérindiens ennemis des Pequots, parmi lesquels les Mohegans du chef Uncas et les Narragansetts du chef Miantonomoh, ils progressent en direction du village fortifié de Missituck (Mystic) qui abrite des guerriers pequots et leur famille. Ils sont enfin rejoints par les hommes du capitaine John Underhill, du Massachusetts.
Mason planifie un massacre. Le 26 mai, dans la nuit matinale, les colons et leurs alliés cernent le village. L'attaque est lancée au petit jour : en moins d'une heure le village est brûlé par les colons, les survivants de l'incendie qui tentent de s'enfuir sont presque tous tués par les mercenaires amérindiens placés alentour. Ni les femmes ni les enfants ne sont épargnés. Alors que les contemporains de l'épouvantable événement évoquent souvent entre 300 et 400 victimes, Mason, qui s'appuie sur des témoignages et un plan de Fort Mystic, parle de 600 ou 700. Des historiens comme Alfred Cave pensent aujourd'hui que l'estimation de Mason est plus proche de la réalité. À ces chiffres s'ajoute une centaine de morts parmi les guerriers pequots qui, peu après le massacre, sont venus des environs de Missituck pour venger ses habitants.

### Élimination de la nation pequot
Dans les mois suivants, les colons mobilisent des miliciens pour faire la chasse aux Pequots. Les autres tribus sont incitées, soit par la promesse d'une prime, soit par la menace, à rapporter des têtes. Les Anglais entrent en possession du scalp du sachem Sassacus. Les Pequots ne sont pas tous tués : beaucoup sont éparpillés au sud de la Nouvelle-Angleterre, Long Island et la région de New York, ou deviennent les esclaves d'autres Amérindiens ou de colons. À Boston en 1638, William Pierce, le capitaine du navire Desire construit en 1636 à Marblehead près de Salem, importe la première cargaison d'esclaves de la Barbade qu'il échange contre des prisonniers pequots.
Les dispersions et les réductions en esclavage sont encouragées par les autorités coloniales, qui souhaitent que la tribu n'existe plus en tant que nation viable. La guerre ne prend fin officiellement qu'avec le traité de Hartford du 21 septembre 1638, qui est un renoncement des derniers vaincus à leur culture et à leur identité. On ne trouve effectivement plus trace d'un peuple pequot durant quelques années, avant que des Pequots ne se regroupent à nouveau.

## La question du génocide pequot
Un négationnisme historiographique a longtemps fait des excès meurtriers des colons britanniques des actes préventifs ou de légitime défense. À partir des années 1970, l'histoire de la guerre des Pequots est révisée et l'intention exterminatrice soulignée : la question du génocide pequot apparaît.
D'après Steven T. Katz (en), plusieurs éléments font douter que, malgré l'horreur des crimes, les colonies de Nouvelle-Angleterre ont eu une intention génocidaire : elles ont craint la nation Pequot pour la menace qu'elle représentait (les Pequots les attaquaient depuis plusieurs mois) plus que par racisme anti-indien qui, même s'il existait chez beaucoup de puritains, ne les empêchait pas d'avoir des alliés amérindiens ; après les tueries impitoyables de mai 1637, les femmes et les enfants pequots capturés ont souvent été épargnés, et la disparition de leur nation est culturelle avant d'être physique ; en outre, des survivants pequots se sont à nouveau regroupés quelques années après la guerre et ont même été aidés par les colonies. Ainsi, ce philosophe parfois critiqué pour sa définition radicale « exclusiviste » du génocide, qui fait pratiquement de la Shoah le seul génocide de l'histoire, théorise un manque de volonté d'exterminer (physiquement) le groupe pequot en tant que tel.
L'historien Benjamin Madley, qui connaît à la fois les arguments de Katz et ceux de ses adversaires, déclare sans hésiter que les Pequots ont subi « un des tout premiers génocides dans ce qui deviendra les États-Unis » : quelle que soit l'origine de leur haine, les puritains ont voulu éliminer et ont éliminé une nation particulière, la nation pequot, en partie physiquement, ce qui reste conforme à la définition juridique du génocide ; il est vain de chercher des degrés dans leur volonté ou de montrer qu'ils l'ont perdue à une époque.
D'autres historiens spécialisés ont une conclusion similaire. Pour Élise Marienstras, l'intention exterminatrice est indubitable : « Les survivants ont été poursuivis jusqu'à la presque complète disparition de la nation pequot, pour le plaisir de Dieu qui se réjouissait, au dire des colons, de la victoire de ses élus. » Marienstras accepte avec prudence le mot « génocide » : « Si la définition du génocide consiste [...] dans la destruction massive de populations désignées à la vindicte par leur qualité de collectivité [...] et s'il suffit de décisions d'autorités locales [...], alors on peut dire qu'il y eut un génocide à l'encontre des Pequots. »